# Prefetti della provincia di Roma
Elenco dei prefetti della provincia di Roma a partire dal 1870 ad oggi.

## Regno d'Italia
- Giuseppe Gadda (31 agosto 1871 - 30 marzo 1876)
- Camillo Caracciolo di Bella (19 aprile 1876 - 20 aprile 1878)
- Luigi Gravina (20 aprile 1878 - 29 luglio 1878)
- Pericle Mazzoleni (29 luglio 1878 - 15 febbraio 1880)
- Luigi Gravina (15 febbraio 1880 - 10 agosto 1890)
- Andrea Calenda di Tavani (15 agosto 1890 - 21 agosto 1893)
- Giuseppe Ruspaggiari (21 agosto 1893 - 20 settembre 1893)
- Giannetto Cavasola (20 settembre 1893 - 1º settembre 1894)
- Alessandro Guiccioli (1º settembre 1894 - 20 aprile 1896)
- Adeodato Bonasi (20 aprile 1896 - 16 giugno 1897)
- Domenico De Rosa (16 agosto 1897 - 5 novembre 1897)
- Francesco De Seta (5 novembre 1897 - 1º settembre 1898)
- Francesco Emilio Serrao (1º settembre 1898 - 16 febbraio 1900)
- Vincenzo Colmayer (16 febbraio 1900 - 1º marzo 1908)
- Angelo Annaratone (1º marzo 1908 - 1º agosto 1914)
- Faustino Aphel (1º agosto 1914 - 1º luglio 1919)
- Riccardo Zoccoletti (1º luglio 1919 - 1º gennaio 1925)
- Angelo Pesce (10 gennaio 1925 - 7 febbraio 1925)
- Paolo D'Ancora (12 febbraio 1925 - 16 settembre 1927)
- Giovanni Garzaroli (6 settembre 1927 - 16 luglio 1929)
- Francesco Montuori (16 luglio 1929 - 14 settembre 1934)
- Ernesto Perez (14 settembre 1934 - 1º agosto 1936)
- Filippo Manlio Presti (16 novembre 1942 - 8 settembre 1943)
- Francesco Palici Di Suni (8 settembre 1943 - 1º ottobre 1943)
- Filippo Manlio Presti (1º ottobre 1943 - 5 gennaio 1944)
- Edoardo Salerno (5 gennaio 1944 - 12 maggio 1944)
- Francesco Palici Di Suni (7 giugno 1944 - 11 agosto 1944)
- Giovanni Persico (11 agosto 1944 - 5 luglio 1945)
- Carlo Bassano (5 luglio 1945 - 1º marzo 1946)

## Repubblica italiana
- Mario Trinchero (1º marzo 1946 - 15 ottobre 1951)
- Antonio Antonucci (15 ottobre 1951 - 5 ottobre 1953)
- Manlio Binna (6 ottobre 1953 - 25 ottobre 1954)
- Giovanni Vitelli (25 ottobre 1954 - 1º ottobre 1955)
- Vincenzo Peruzzo (23 ottobre 1955 - 9 luglio 1957)
- Giulio Cesare Rizza (10 agosto 1957 - 7 ottobre 1958)
- Alberto Liuti (8 ottobre 1958 - 10 ottobre 1961)
- Antonino Celona (27 ottobre 1961 - 31 dicembre 1963)
- Adolfo Memmo (1º febbraio 1964 - 24 agosto 1966)
- Arnaldo Adami (25 agosto 1966 - 15 luglio 1970)
- Giovanni Ravalli (20 ottobre 1970 - 26 giugno 1974)
- Gaetano Napoletano (15 luglio 1974 - 25 gennaio 1979)
- Giuseppe Porpora (21 febbraio 1979 - 30 aprile 1984)
- Rolando Ricci (5 giugno 1984 - 3 gennaio 1988)
- Alessandro Voci (4 gennaio 1988 - 1º gennaio 1991)
- Carmelo Caruso (2 settembre 1991 - 14 febbraio 1993)
- Sergio Vitiello (15 febbraio 1993 - 19 marzo 1996)
- Giorgio Musio (20 marzo 1996 - 9 dicembre 1998)
- Enzo Mosino (10 dicembre 1998 - 30 novembre 2000)
- Giuseppe Romano (1º dicembre 2000 - 28 settembre 2001)
- Emilio Del Mese (1º ottobre 2001 - 27 luglio 2003)
- Achille Serra (6 agosto 2003 - 2 settembre 2007)
- Carlo Mosca (3 settembre 2007 - 29 novembre 2008)
- Giuseppe Pecoraro (30 novembre 2008 - 2 aprile 2015)
- Franco Gabrielli (2 aprile 2015 - 29 aprile 2016)
- Clara Vaccaro (29 aprile 2016 - 17 maggio 2016) (facente funzione)
- Paola Basilone (17 maggio 2016 - 6 maggio 2019)[3]
- Gerarda Maria Pantalone (6 maggio 2019 - 31 luglio 2020)[4]
- Matteo Piantedosi (17 agosto 2020 - 22 ottobre 2022)
- Bruno Frattasi (2 novembre 2022 - 11 maggio 2023)
- Lamberto Giannini (dall'11 maggio 2023)